# Giang Trần Quách Tân
Giang Trần Quách Tân (sinh ngày 8 tháng 3 năm 1992) là một cầu thủ bóng đá chuyên nghiệp người Việt Nam đang chơi ở vị trí tiền vệ cánh trái cho câu lạc bộ SHB Đà Nẵng.

## Sự nghiệp
Là sản phẩm của lò đạo tạo trẻ của SHB Đà Nẵng, Giang Trần Quách Tân được đôn lên đội một vào năm 2013. Anh từng là một trong những gương mặt được nhiều kỳ vọng của bóng đá Việt Nam, nhất là thời điểm 2014 sau khi được huấn luyện viên Toshiya Miura gọi vào đội tuyển Olympic Việt Nam tham dự Đại hội Thể thao châu Á 2014. Tuy nhiên, sau đó chấn thương liên miên khiến cái tên Quách Tân ngày càng mờ nhạt dần. Thậm chí, vì chấn thương nên anh đã được lãnh đạo SHB Đà Nẵng tạo điều kiện ra đi tìm bến đỗ mới.
Đầu mùa giải 2017, anh cùng với Phạm Nguyên Sa rời SHB Đà Nẵng chuyển sang thi đấu cho câu lạc bộ Than Quảng Ninh, nơi ông Phan Thanh Hùng đang dẫn dắt. Ban đầu, anh chỉ là cầu thủ dự bị chiến lược tại Than Quảng Ninh. Mùa giải 2018, Vũ Minh Tuấn rời Than Quảng Ninh, Quách Tân có nhiều cơ hội ra sân hơn, nhưng thi đấu chưa bao lâu, chấn thương một lần nữa khiến anh phải ngồi khán đài nhìn đồng đội thi đấu gần suốt mùa giải. Đến mùa giải 2019, Giang Trần Quách Tân trở lại và dần khẳng định lại tên tuổi của mình. Anh có tới 24 trận được Phan Thanh Hùng tung vào sân, ghi được 2 bàn thắng và có những đóng góp không hề nhỏ vào vị trí thứ 3 chung cuộc của Than Quảng Ninh ở V.League. Sang tới mùa giải 2020, Giang Trần Quách Tân đã trở thành cái tên quan trọng trong sơ đồ chiến thuật của vị HLV họ Phan, đặc biệt là ở giai đoạn 2, khi Nghiêm Xuân Tú gia nhập Hải Phòng FC theo bản hợp đồng cho mượn kéo dài nửa mùa giải. Không có thể hình lý tưởng nhưng sự khéo léo, nhãn quan chiến thuật tốt đã giúp Gian Trần Quách Tân trở thành điểm sáng ở sân Cẩm Phả. Anh thường xuyên xuất hiện trước vòng cấm đối phương, tung ra những đường chuyền có tính đột biến cao và cũng tự mình 2 lần lập công. Màn trình diễn ấn tượng ở giai đoạn 2 V.League 2020 đã giúp Giang Trần Quách Tân lọt vào "mắt xanh" của HLV Park Hang-seo và phần thưởng cho anh chính là 1 vị trí trong danh sách triệu tập ĐT Việt Nam tháng 12.
Ngay khi kết thúc mùa giải 2020, Than Quảng Ninh đã đồng ý để Giang Trần Quách Tân gia nhập Hồng Lĩnh Hà Tĩnh, nguyên nhân được cho là  vì đội bóng đất Mỏ gặp khó khăn về tài chính. Ngày 9 tháng 7 năm 2022, Quách Tân ghi bàn thắng đầu tiên cho Hồng Lĩnh Hà Tĩnh trong chiến thắng 3–1 trước Becamex Bình Dương.
Kết thúc mùa giải thứ 2 cùng Hồng Lĩnh Hà Tĩnh, anh trở lại đội bóng cũ SHB Đà Nẵng ở mùa giải 2023.